# Braceby
Braceby är en by i civil parish Braceby and Sapperton, i distriktet South Kesteven, i grevskapet Lincolnshire, i England. Byn är belägen 10 km från Grantham. Braceby var en civil parish fram till 1931 när blev den en del av Braceby and Sapperton. Civil parish hade 76 invånare år 1921. Byn nämndes i Domedagsboken (Domesday Book) år 1086, och kallades då Bre(i)zbi.